# Елисеев, Даниэль
Даниэль Елисеев или Елисеефф (фр. Danielle Elisseeff, урождённая Poisle; род. 11 августа 1938) — французский археолог и историк-востоковед, искусствовед. Член-корреспондент Академии наук заморских территорий, действительный член Центра исследования современного Китая в составе EHESS, профессор школы Лувра, до 2010 года преподавала здесь археологию и искусство Китая и Японии.
С 1969 года жена историка и искусствоведа Вадима Елисеева.